# Ангарский (Волгоград)
На карте Сталинграда 1924-25 годов нет еще посёлка Ангарский. Лишь Совбольница №1, теперь Областная больница.
Немецкий генплан Сталинграда 1942 указывает на плотную малоэтажную застройку посёлка вдоль улиц Ангарская и Продольная до оврага. Тогда Ангарский был посёлком, теперь это микрорайон.
В 1930 посёлок им. Дзержинского был преобразован в Дзержинский район, куда и входил посёлок Ангарский.
В 1932 году началось ликвидация старого Алексеевского кладбища, на месте которого теперь построили ЖК Гранд Авеню. Часть захоронений перенесли на новое кладбище (ныне Центральное на Рионской).
В 1936 Дзержинский район был разделён на четыре новых района:
1. Дзержинский
2. Краснооктябрьский
3. Баррикадный
4. Тракторозаводский

Население нового Дзержинского района составляло почти 60 тысяч человек  В 1953 район поменял название на Сталинский, а в 1970 вернулось прежнее название, территориально район принял примерно нынешние границы; Ангарский стал застраиваться пятиэтажками с конца 60-х годов.
Во время Сталинградской битвы западные окраины города были местом ожесточенных боёв с немецкими войсками. 
31 декабря 1947 года было открыто движение трамвая от школы № 36 по Ангарской, Голубинской и Советской улицам
В 1962 году маршрут трамвая 2 был продлен до Седьмой Гвардейской. В 1981 году был открыт новый маршрут № 6 "Школа № 36 - улица Радомская, а в 1985 году в связи с ликвидацией трамвайных путей на ул. Советская трамвай "Двойка" стал ходить от 36 школы до Детского центра.
Трамвайные пути делят Ангарский на две части - северную и южную, а остановки являются ориентиром по удалению от центра Волгограда.
Основная артерия - улица Ангарская.
Поселок (микрорайон) Ангарский насчитывает 98 улиц и 2364 дома